# 田令 (屯倉)
田令（たづかい）とは、日本古代の大和朝廷直轄地である屯田の事務をつかさどる官職。

## 概要
田部に設置され、田部から納められる租税を管理し、屯倉に収納した。主として、吉備地方の先進的な屯倉に置かれたという。
『日本書紀』巻第十四によると、欽明天皇17年7月（556年）、蘇我大臣稲目宿禰（そが の おおおみ いなめ の すくね）らが遣わされて、備前の児嶋郡に屯倉を設置し、葛城山田直瑞子（かずらき の やまだ の あたい みつこ）が「田令」に任じられた、とある。欽明天皇30年4月（569年）には、白猪屯倉(しらいのみやけ）の田部の丁籍を検定した、王辰爾（おうじんに）の甥の胆津（いつ）に「白猪史」の姓(かばね)を与え、「田令」とし、上記の瑞子の副官とした、という。
『続日本紀』巻第二によると、大宝元年4月（701年）に、「田領」（たつかい）が廃止され、国司の巡検に委ねることとなった、とある。